# شق السهم
المزغل أو المرمى المُصلَّب أو شق السهم كوة رأسية ضيقة في الحصن الذي يمكن للرامي من خلاله إطلاق الأسهم.
غالبًا ما يتم قطع الجدران الداخلية خلف حلقة السهم بزاوية مائلة بحيث يكون للرامي مجال رؤية واسع. تأتي شقوق الأسهم في مجموعة متنوعة رائعة. الشكل الشائع والمعروف هو الصليب، وهو يلائم استخدام كل من القوس الطويل والقوس المستعرض. تسمح الفتحة العمودية الضيقة للرامي بدرجات كبيرة من الحرية لتغيير ارتفاع واتجاه القوس، ولكنها تجعل من الصعب على المهاجمين إيذاء رامي السهام نظرًا لوجود هدف صغير فقط للتصويب عليه.

## التصميم
في أبسط أشكالها، شق السهام كان فتحة رأسية ضيقة؛ ومع ذلك، فإن الأسلحة المختلفة التي يستخدمها المدافعون في بعض الأحيان تملي شكل فتحات السهام. على سبيل المثال، كانت الفتحات المخصصة لرماة الأقواس الطويلة طويلة وعالية للسماح للمستخدم بالتصويب واقفًا والاستفادة من القوس ذي الطول 6 قدم (1.8 م)، في حين أن رماة القوس والنشاب عادة ما تكون منخفضة لأسفل لأنه كان من الأسهل على المستخدم إطلاق الأسهم أثناء الركوع لدعم وزن السلاح. كان من الشائع أن تتسع فتحات السهام إلى مثلث في الأسفل، يسمى ذيل السمكة ، للسماح للمدافعين برؤية أوضح لقاعدة الجدار. خلف الشق مباشرة كانت هناك تجويف يسمى مزغل؛ سمح هذا للمدافع بالاقتراب من الشق دون أن يكون شديد الضيق. عرض الشق يملي مجال التصويب، لكن مجال الرؤية يمكن تعزيزه بإضافة فتحات أفقية؛ سمحت للمدافعين برؤية الهدف قبل دخوله النطاق.

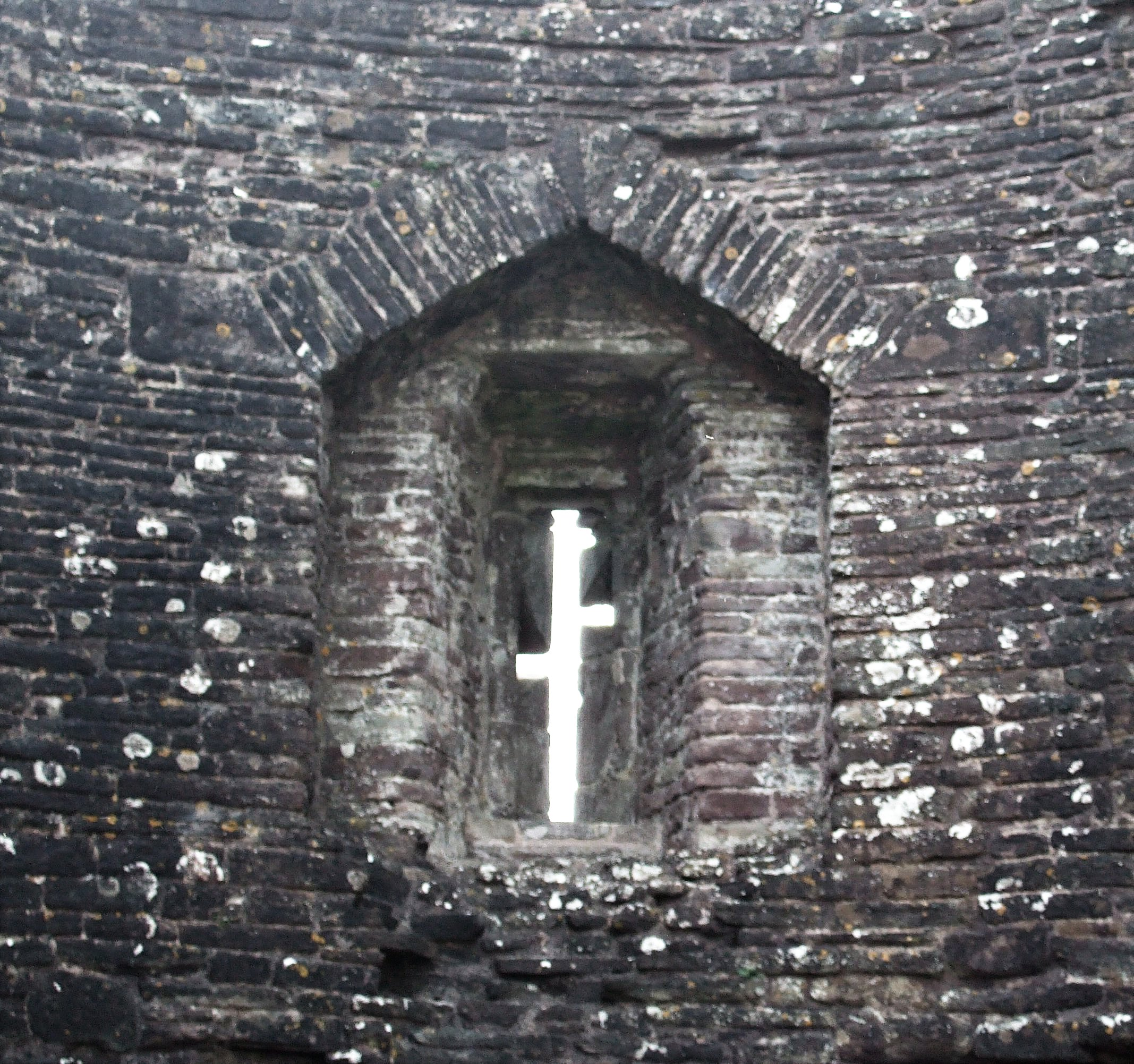
شقوق أسهم في وايت كاسل ، ويلز.